# Cornelis Dirkszstraat

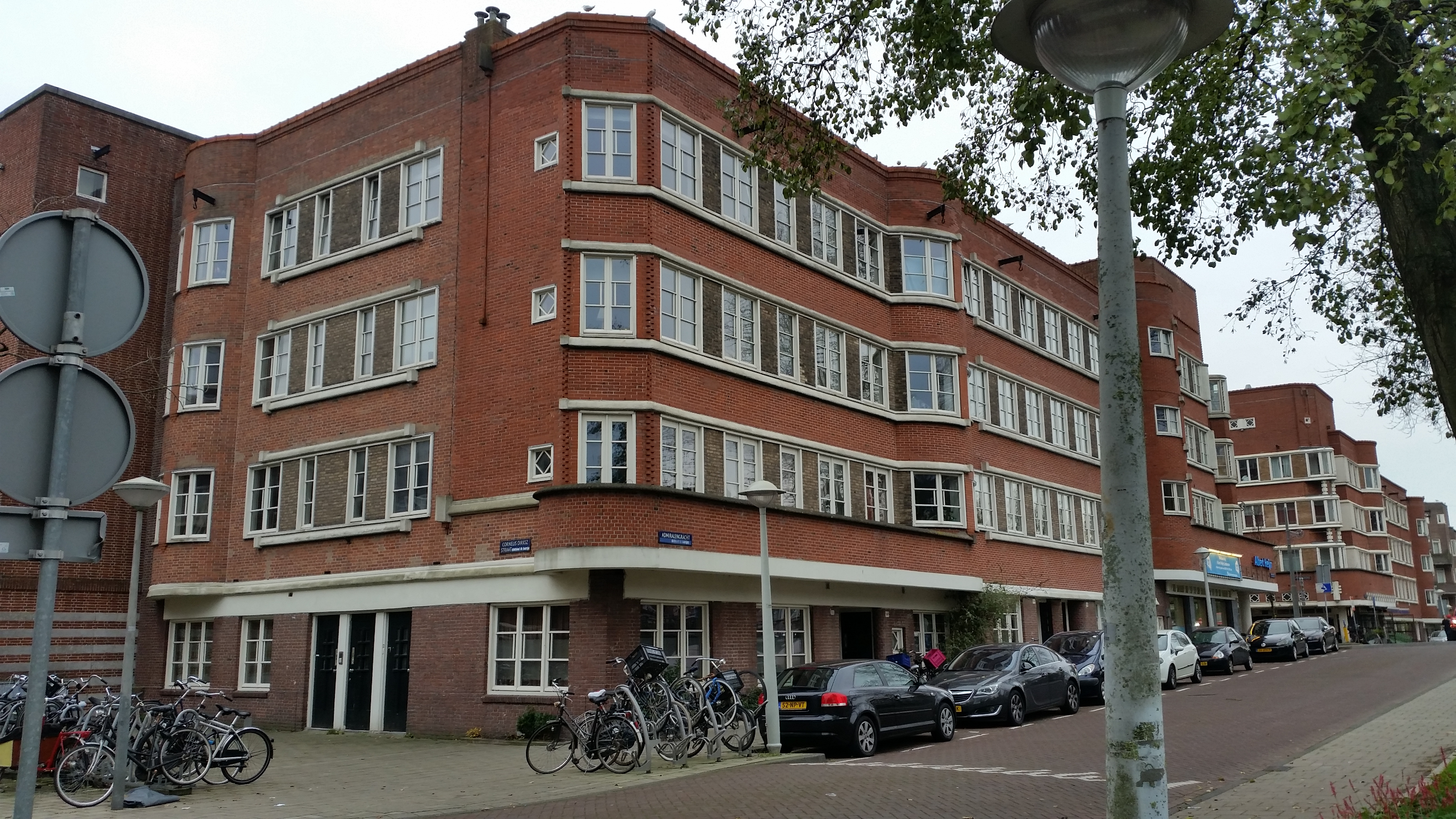
Cornelis Dirkszsztraat 4 en 2, hoek Admiralengracht (december 2018)

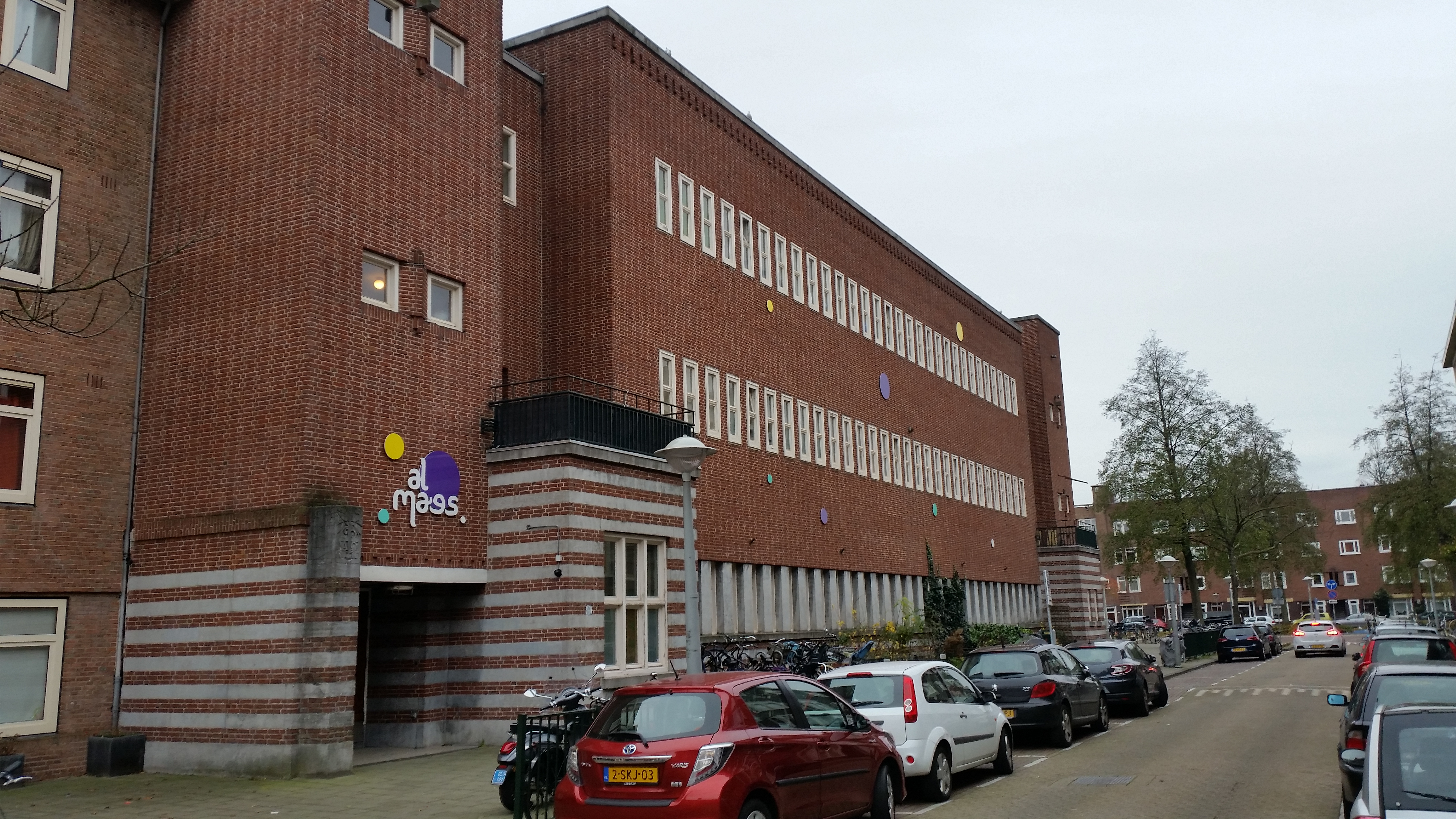
School van Tholens (december 2018)

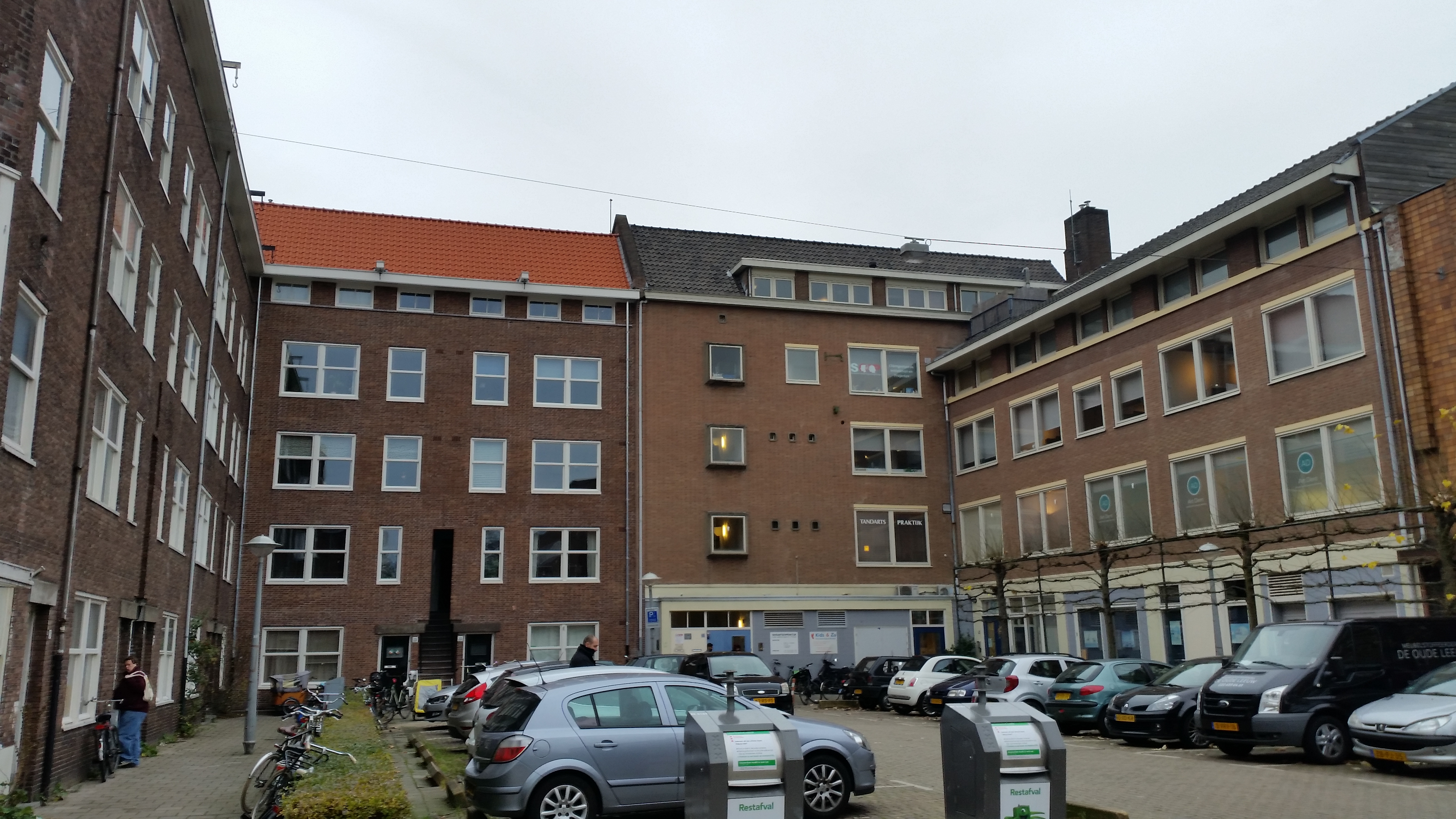
Doodlopend deel met rechts tandartscentrum (december 2018)

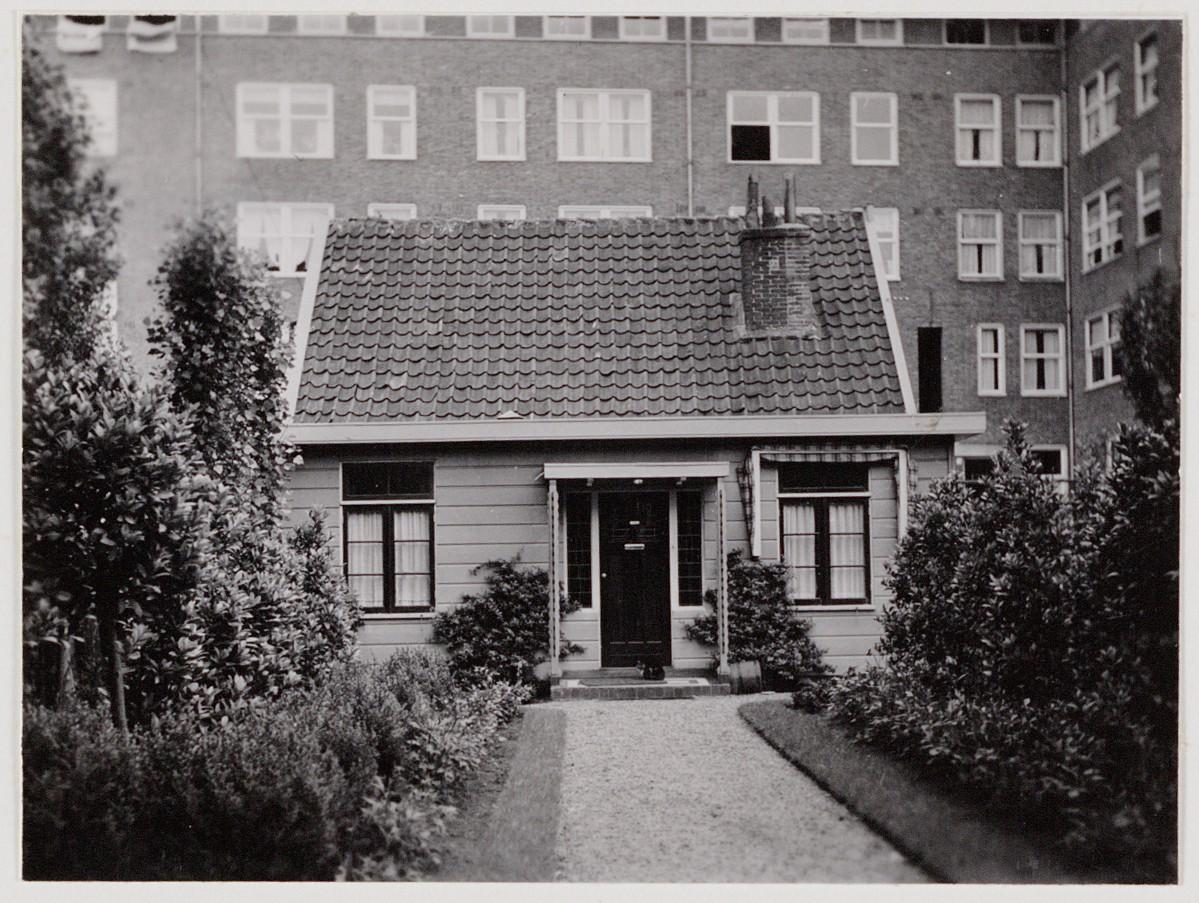
De tuinderij in het doodlopende stuk (jaren 30)

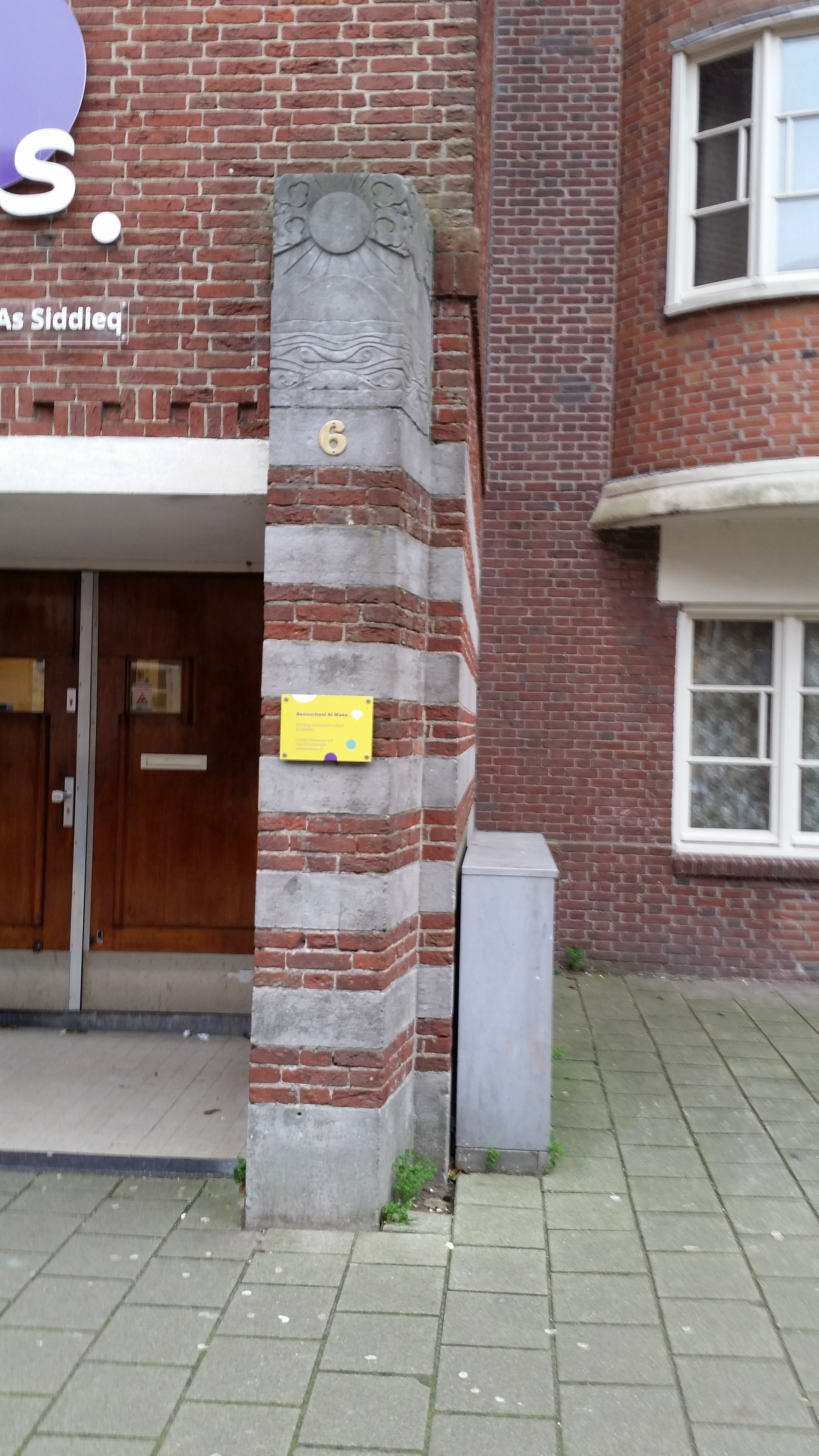
Reliëf van Kees Smout (december 2018)

De Cornelis Dirkszstraat in een straat in Amsterdam-West. Ze is per raadsbesluit op 30 september 1931 vernoemd naar geuzenleider Cornelis Dirkszoon. Tot die tijd werd ze aangeduid als "straat achter de Jan Evertsenstraat".

## Ligging en geschiedenis
De straat werd eind jaren twintig aangelegd, daar waar daarvoor het riviertje De Krommert had gelopen. Ze verdiende daarmee eigenlijk meer de naam Krommertstraat, dan de Krommertstraat die dwars op het voormalige riviertje werd aangelegd. De Corn. Dirkszstraat begint voor wat betreft de nummering aan de Admiralengracht en die nummering loopt stadinwaarts op. De straat eindigt in een dode hoek voorbij de genoemde Krommertstraat. Dat binnenplein is een restant van De Krommert, die in fasen werd gedempt. Op de plaats van het plein stond nog jarenlang een tuinderij/kwekerij.

## Gebouwen
De straat kent aan de zuidelijke zijde huisnummers van 2 tot en met 12. Aan de noordelijke en aan genoemd plein lopen de oneven huisnummers op van 1 tot en met 29. De huisnummers 1 tot en met 11 dateren uit 1937/1938, die van 13 tot en met 25 uit 1933. Gebouw 27-29 dateert uit 1954. Het gebouw 11 C-D uit 2008.

### Cornelis Dirkszstraat 2-4
Cornelis Dirkszstraat 2 en 4 vormen een onderdeel van een woon/winkelblok dat in zijn geheel op 17 december 2013 benoemd is tot gemeentelijk monument. De twee woonhuizen sluiten aan op een blok woningen/winkels aan de Jan Evertsenstraat en de woningen aan de Admiralengracht. De architect Jo van der Mey, werkend voor het bedrijf van Zeeger Gulden en Melle Geldmaker ontwierp voor hier panden in de Amsterdamse Schoolstijl. Kenmerkend daarvoor ter plaatse zijn de ronde vormen van erkers en balkons met veel baksteen ook in de balustrades.

### Cornelis Dirkszstraat 6-8
Dit schoolgebouw werd in 1930/1931 gebouwd in opdracht van de Vincentiusvereniging. Architect Karel Petrus Tholens moest enigszins schipperen. De omringende huizen waren al ingepland (het gemeentelijk monument); hij moest de dubbele school ertussen zien te krijgen. Hij kwam met een zogenaamde corridorschool (lokalen aan één lange gang, in dit geval aan de voorkant van het gebouw) met twee torens die voor het gebouw uitstaken. Bij de bouw werden de torens wel gebouwd maar dan binnen de rooilijn, die wel ten opzichte van de aangrenzende woningen naar voren is geplaatst. Die torens werden geaccentueerd door in de bouw tussen school en torens op het maaiveld een uitbouw met balkons (een restant van de torens) te plaatsen, terwijl op de eerste en tweede etage juist een inham te zien is. Tholens paste voor hem atypische versieringen toe in de vorm van banden van grijze Doornikse stenen in de plint, maar ook in het geheel aan uitbouwen. Opvallend aan de voorgevel van het gebouw zijn de raamrijen met relatief kleine ramen en een relatief groot baksteenoppervlak. De raamrij op de begane grond is geplaatst tussen natuurstenen staanders. In de torens zijn nog wat versieringen (metselwerk in een hoek van 45 graden) terug te vinden. Beeldhouwer Kees Smout leverde voor de twee ingangen reliëfs. Het gebouw werd in gebruik genomen door de Sint Leo- en Sint Tarcisius-scholen; in de 21e eeuw is er nog steeds een basisschool gevestigd.

### Cornelis Dirkszstraat 1-25
Deze woningen zijn verdeeld over twee bouwblokken. Beide stukken zijn ontworpen door Jo van der Mey. Ze zien er totaal anders uit dan het blok aan de Jan Evertsenstraat. Het eerste (1 tot en met 11B) maakt deel uit van een woonblok aan de Admiralengracht 190-200 en Pieter van der Doesstraat en is gebouwd in 1937. Hier vindt men rechthoekige erkers en opengewerkte balkons. Het tweede (13 tot en met 25) is gevestigd rondom het plein, is gebouwd in 1933 en heeft op huisnummer 13 na in het geheel geen erkers. Het zijn portiekwoningen met hoog ingesneden portiek/trapgangen.

### Cornelis Dirkszstraat 27-29
Dit stuk bleef jarenlang onbebouwd, zo is op oude foto's te zien. Het AZA (Algemeen Ziekenfonds voor Amsterdam) was gevestigd op huisnummer 12. In de jaren 50 groeide het aantal tandheelkundige behandelingen en ook duurden de behandelingen langer ("niet trekken maar vullen" werd het devies). De ATZ (Amsterdamse Vereniging tot bevordering der tandheelkundige verzorging van ziekenfondsverzekerden) moest diverse filialen openen en uitbreiden. In 1954 werd een nieuw gebouw geopend met een polikliniek voor medisch specialisten op de begane grond (Hellingman-kliniek) en de ATZ op de bovenverdiepingen. Die polikliniek leidde tot een rel. De eigenaar van de exploitatiemaatschappij wilde een winstmodel introduceren, hetgeen de specialisten, die zich onder druk voelden gezet, niet zagen zitten. De kliniek ging verlaat open in bescheidener vorm en na slechts een paar jaar was er een exploitatietekort en sloot de polikliniek. De moderne apparatuur van de polikliniek moest worden geveild; het stedelijke GGD nam de parterre van het gebouw in 1960 in gebruik op voorwaarde dat ze leeg werd opgeleverd. Het pand was enige tijd in gebruik bij Ziekenfonds ZAO, dat later opging in AGIS en weer later in Achmea. De bovenetages dienen in de 21e nog steeds tot vestiging van diverse tandartspraktijken. Het gebouw wordt begrensd door de achtergevel van de voormalige bioscoop West-End.

### Sportfondsenbad-West
Een gebouw dat er niet meer staat is het Sportfondsenbad West van architect Herman Ambrosius Jan Baanders. Het werd in 1938 geopend, maar sloot in 2006 om gesloopt te worden; het voldeed niet meer aan de eisen en wensen. Het werd vervangen door woningbouw, waarbij men problemen kreeg met de huisnummering. Het zwembad stond net als de school tussen reeds genummerde gebouwen, de gemeente gebruikte huisnummer 11 door er de letters A, B en C-D en aan C-D weer cijfers aan toe te voegen.

## Kunst
De enige kunst in de straat zijn de reliëfs van Smout en een social sofa met het motto "Iedereen een bloemetje".

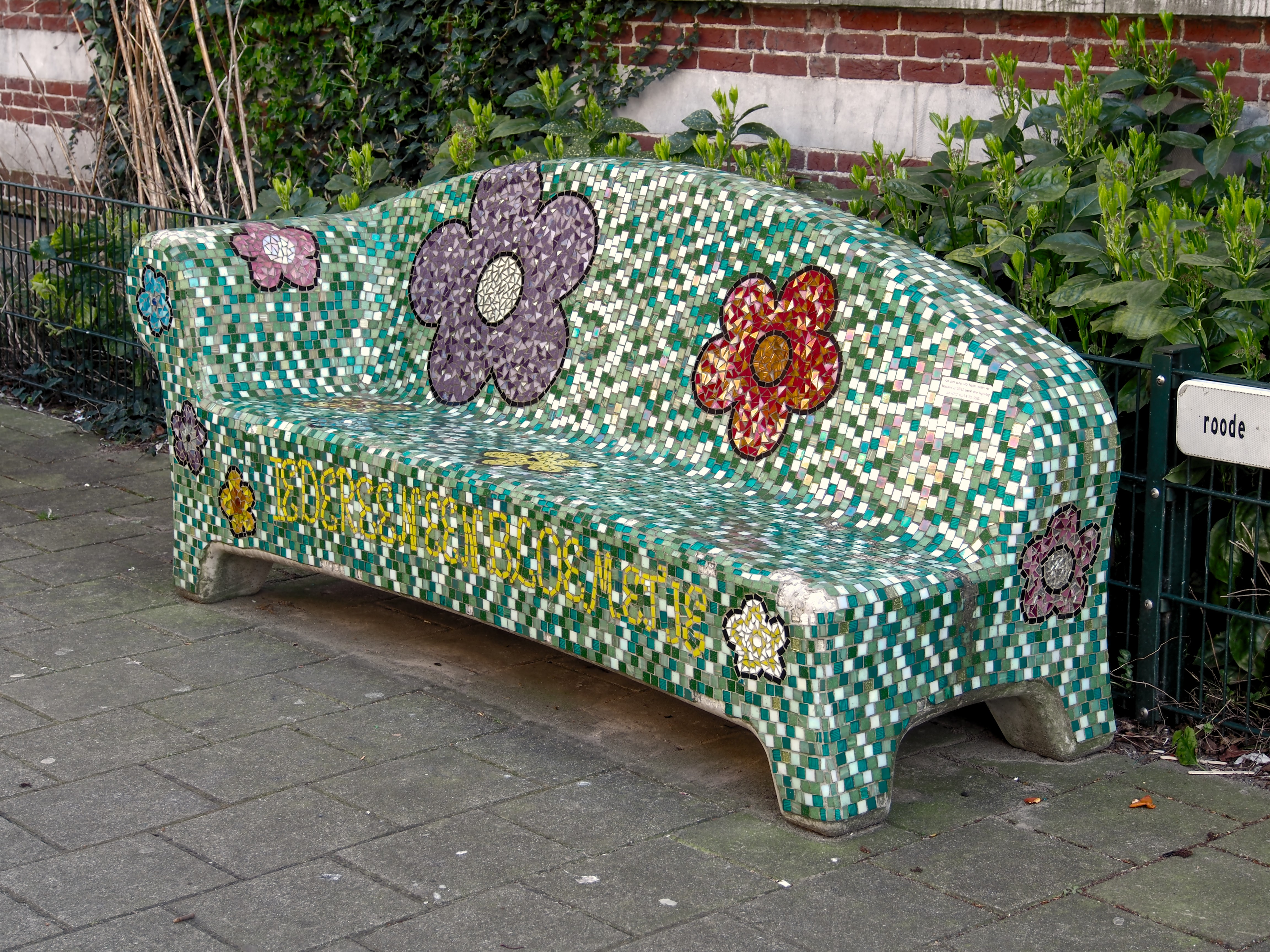
Social sofa (Iedereen een bloemetje) (april 2017)